# 釋令諲
釋令諲（865年—935年），俗姓楊，陝州閿鄉郡人（今中國河南省陝州區靈寶市），為唐朝洛陽南長水郡高僧。

## 生平
令諲法師幼年時操守嚴謹，志求出俗，於鄉里出家後，得師長傳授《維摩詰所說經》。二十歲時受具足戒，受戒後兼學大小乘教法，精通佛學名相義理，對《佛說阿彌陀經》、《百法明門論》、《中觀論》等經論的掌握尤為醇粹。自此學有所成，聲名遠播，四方檀信多有聞名來依止者。
法師後來行腳至洛陽南長水郡，有弟子發心興建伽藍（佛寺），法師於是安住於寺中弘經講論，三十年中一經一論各講五十餘遍，可謂一門深入。在講學之餘，法師每日加誦《維摩詰所說經》與《佛說觀彌勒菩薩上生兜率天經》各一遍以為恆常的功課，從不懈怠。
後唐末帝清泰二年（935年），於寺中圓寂，世壽七十一歲，法臘五十一。是年弟子們將令諲法師的法體移到山麓，依法荼毘 後收得許多舍利子，門人與信眾們共襄建塔供奉。